# Sisyrinchium restioides
Sisyrinchium restioides är en irisväxtart som beskrevs av Spreng.. Sisyrinchium restioides ingår i släktet gräsliljor, och familjen irisväxter. Inga underarter finns listade i Catalogue of Life.